# Kiaa1024
Kiaa1024‏ (KIAA1024) هوَ بروتين يُشَفر بواسطة جين Kiaa1024 في الإنسان.